# Lyndon B. Johnson
Lyndon Baines Johnson, „LBJ” (ur. 27 sierpnia 1908 w Stonewall, zm. 22 stycznia 1973 w San Antonio) – amerykański polityk Partii Demokratycznej, 37. wiceprezydent Stanów Zjednoczonych w latach 1961–1963, 36. prezydent Stanów Zjednoczonych w latach 1963–1969.

## Dzieciństwo i młodość
Lyndon Baines Johnson urodził się 27 sierpnia 1908 roku niedaleko Stonewall, jako syn farmera Sama Johnsona i jego żony Rebeki. Jego rodzina miała polityczne tradycje – ojciec oraz dziadek ze strony matki byli członkami legislatur stanowych, a dziadek ze strony ojca był konfederackim weteranem wojny secesyjnej. Lyndon miał czworo młodszego rodzeństwa. W 1913 jego rodzina przeniosła się do Johnson City, gdzie przyszły prezydent ukończył szkołę podstawową i średnią. Ponieważ jego rodzina była uboga, w czasie nauki dorabiał często na plantacjach bawełny, a także w drukarni.
Po zakończeniu nauki wyjechał do Kalifornii, gdzie pracował w karczmach i na farmach. Po powrocie w 1927 roku do rodzinnego Teksasu wstąpił na Southwest Texas State College, który ukończył po trzech latach, uzyskując tytuł Bachelor of Science. Rozpoczął wówczas nauczanie retoryki w szkole w Houston, angażując się w działalność polityczną Partii Demokratycznej. W 1932 roku został asystentem kongresmena Richarda Kleberga, więc wyjechał do Waszyngtonu.

## Kariera polityczna
W 1935 roku rozpoczął studia prawnicze na Uniwersytecie Georgetown, a wkrótce potem został dyrektorem National Youth Administration. Angażował się wówczas w politykę Franklina Delano Roosevelta i popierał Nowy Ład. W wyniku śmierci kongresmena Jamesa Paula Buchanana w 1937, zwolniło się miejsce w Izbie Reprezentantów. Johnson postanowił kandydować do izby niższej i zdobył mandat. Wkrótce po objęciu nowej funkcji został członkiem Komisji ds. Marynarki Wojennej, w której zabiegał o inwestycje w rodzinnym okręgu wyborczym. Uzyskał środki na elektryfikację obszarów wiejskich, a także udało mu się nakłonić US Navy do inwestycji wojskowych na terenie Teksasu, co stwarzało nowe miejsca pracy. W 1940 roku mocno poparł kandydaturę Roosevelta na trzecią kadencję prezydencką, sprzeciwiając się stanowisku wiceprezydenta Johna Garnera. Rok później kandydował do Senatu, jednak przegrał różnicą około 1300 głosów z gubernatorem Teksasu Lee O’Danielem.
Gdy po ataku na Pearl Harbor Stany Zjednoczone przystąpiły do II wojny światowej, Johnson wziął urlop od pracy w Izbie Reprezentantów i wstąpił do Marynarki Wojennej w stopniu porucznika. Początkowo stacjonował z jednostką rezerwy w San Francisco, jednak dzięki protekcji Roosevelta, został skierowany do Nowej Kaledonii. W czerwcu 1942 roku wziął udział w ataku bombowców B-26 na japońską bazę lotniczą Lae. Samolot, który obsługiwał uległ awarii i został kilkakrotnie trafiony, jednak zdołał dotrzeć do bazy w Port Moresby. Miesiąc później Johnson otrzymał medal Srebrnej Gwiazdy od generała Douglasa McArthura. Na wyraźnie życzenie prezydenta, wszyscy kongresmeni biorący udział w działaniach wojennych musieli wrócić do pracy w organach władzy ustawodawczej, zatem Johnson po pół roku powrócił do pracy w Izbie Reprezentantów.
Po II wojnie światowej był członkiem Komisji Powojennej Polityki Militarnej oraz Połączonej Komisji ds. Energii Atomowej Kongresu. W 1948 po raz drugi postanowił kandydować do Senatu. W kampanii wyborczej deklarował poparcie dla ONZ, rozbudowę militarną i zwiększenie środków na rozwój gospodarczy Teksasu. Jego rywalem o nominację Partii Demokratycznej był Coke Stevenson. W prawyborach różnica głosów pomiędzy oboma kandydatami wyniosła 87 głosów na korzyść Johnsona, co spowodowało, że jego rywal zaskarżył wynik do sądu. Ostatecznie uznano jednak zwycięstwo Johnsona, który we właściwych wyborach łatwo pokonał rywala z Partii Republikańskiej. Na początku 1949 objął mandat senatora, który sprawował do roku 1961. Jako senator został członkiem Komisji Sił Zbrojnych, krytykował zbyt łagodną politykę Trumana, popierał udział w konflikcie koreańskim i zimną wojnę. W 1953 został liderem mniejszości demokratów, a gdy rok później zdobyli oni większość w izbie wyższej – mianowano go liderem większości. W 1957 i 1960 roku uzyskał poparcie dla ustaw o prawach obywatelskich. Gdy w 1957 roku Związek Radziecki jako pierwszy wystrzelił sztucznego satelitę w przestrzeń kosmiczną, Johnson postulował rozwój lotnictwa, produkcję pocisków balistycznych i zaangażował się w utworzenie Krajowej Agencji Aeronautyki i Przestrzeni Kosmicznej.
W 1960 roku odbywały się wybory prezydenckie, w których Johnson miał szansę uzyskania nominacji demokratów. Z uwagi na fakt, że nie wziął aktywnego udziału w kampanii wyborczej i prawyborach, kandydatem został John F. Kennedy. Jednak aby zapewnić sobie poparcie konserwatystów i wyborców stanów południowych, Kennedy zaproponował Johnsonowi wiceprezydenturę, a ten ofertę przyjął. Kandydatem republikanów był Richard Nixon. W dniu głosowania powszechnego odbywały się jednocześnie wybory do Senatu, w których Johnson również brał udział. Zwyciężył w obu głosowaniach, lecz 3 stycznia 1961, tuż po złożeniu przysięgi w Senacie, zrezygnował z mandatu. Na wiceprezydenta został zaprzysiężony 20 stycznia.

## Wiceprezydentura
W ramach polityki wewnętrznej Johnson był delegowany do prac w Krajowej Radzie Bezpieczeństwa i był łącznikiem pomiędzy gabinetem a Kongresem. Ponadto pełnił funkcje przewodniczącego Krajowej Radzie Aeronautyki i Przestrzeni Kosmicznej, Komisji ds. Równych Szans w Zatrudnieniu oraz Radzie ds. Korpusu Pokoju. Prezydent zlecał mu także zagraniczne misje dyplomatyczne m.in. na Bliskim Wschodzie, w Grecji i we Włoszech (1962) czy Skandynawii (1963).
W sierpniu 1963 został specjalnym wysłannikiem amerykańskim, skierowanym do Republiki Federalnej Niemiec, w której powstał Mur Berliński. Spotkał się wówczas z Konradem Adenauerem i Willym Brandtem, a także z oddziałem wojsk USA stacjonującym w Berlinie Zachodnim. W przemówieniach dał także wyraźny sygnał, że Stany Zjednoczone nie zgodzą się na roszczenia NRD wobec Berlina Zachodniego, ale wysłanie tam wojsk ma być jednocześnie ostrzeżeniem dla ZSRR, że USA sprzeciwiają się łamaniu swobód obywatelskich.
Myśląc o reelekcji w 1964 roku, Kennedy zaplanował podróż po stanach zachodnich i południowych, by zapewnić sobie poparcie. Najbardziej istotna dla niego była wizyta w Teksasie, który posiadał dużą reprezentację w Kolegium Elektorów. 22 listopada miał wizytować Dallas, które było nazywane „Miastem Nienawiści”. W czasie przejazdu przez Ross Avenue w stronę Dealey Plaza, kawalkada limuzyn prezydenta i gubernatora Johna Conally’ego została ostrzelana ok. godziny 12.30. Kennedy został trafiony w szyję i w głowę; Conally także został ranny. Tuż po godzinie 13.00 orzeczono śmierć Kennedy’ego, w wyniku czego Johnson objął najwyższy urząd w państwie. Został zaprzysiężony tego samego dnia.

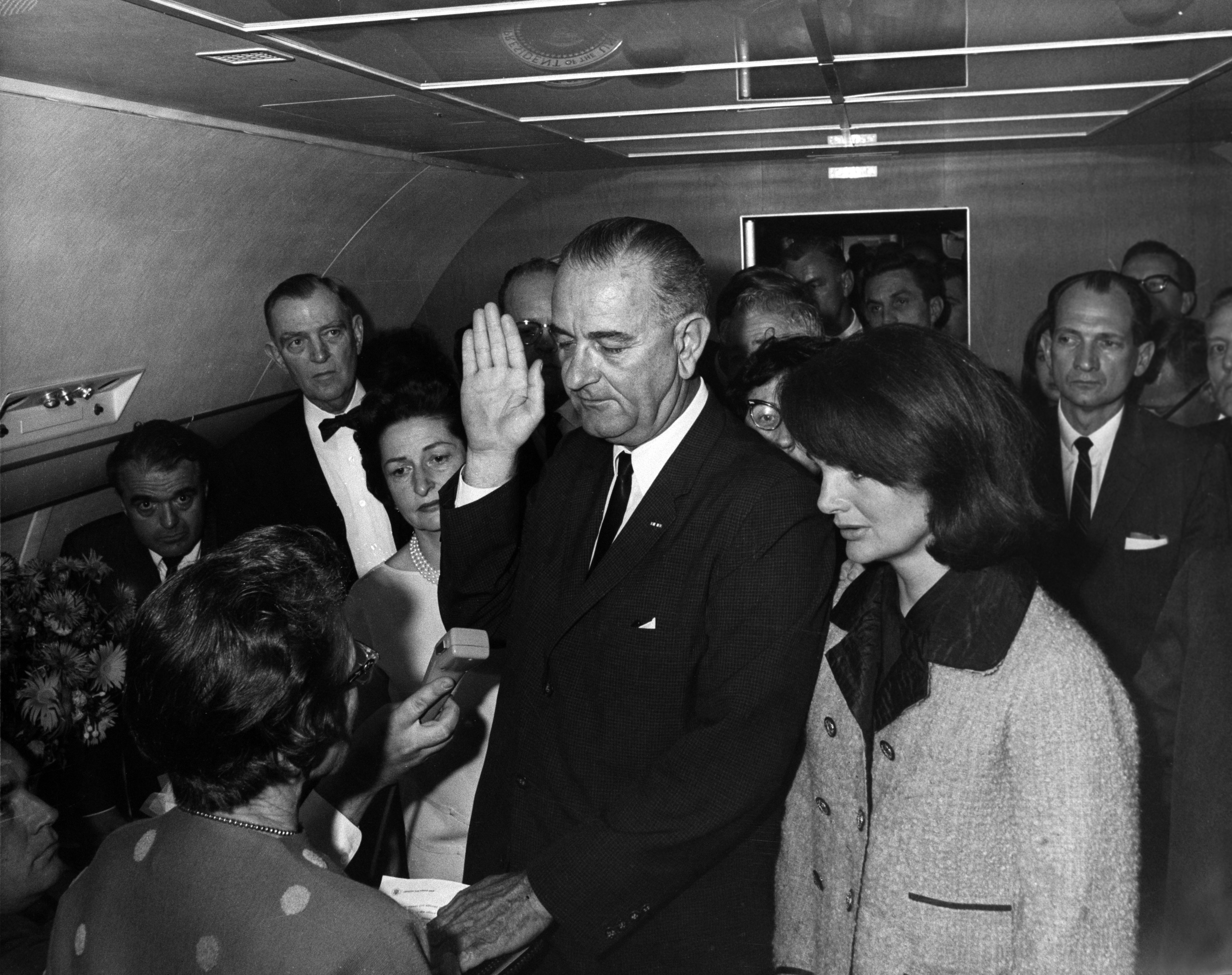
Johnson w trakcie zaprzysiężenia na pokładzie Air Force One

## Prezydentura

### Pierwsza kadencja
Chcąc kontynuować politykę zamordowanego prezydenta, Johnson nalegał na Kongres, aby jak najszybciej uchwalił ustawę o prawach obywatelskich. W orędziach o stanie państwa podkreślał kontrast pomiędzy Afroamerykanami a białymi w sprawach ubóstwa, głodu, bezrobocia, gorszej opieki medycznej i szacowanej średniej długości życia. Dzięki temu Izba Reprezentantów uchwaliła ustawę 10 lutego 1964 roku. W Senacie nowe prawo spotkało się z silnym oporem konserwatywnych południowców, którzy, by nie dopuścić do ratyfikacji, wygłaszali długie przemówienia często niezwiązane z tematem (obstrukcja parlamentarna). Bojkot i blokady mównicy trwały do 10 czerwca, dlatego izba wyższa przegłosowała ustawę dopiero 2 lipca. Nowe prawo zakładało desegregację rasową w szkołach publicznych i zabraniało dyskryminacji w miejscach publicznych, a także ułatwiało czarnoskórym mieszkańcom udział w wyborach.
Drugą inicjatywą prezydencką było stworzenie programu gospodarczego „Wielkiego Społeczeństwa” (Great Society). Jego głównym założeniem była walka z ubóstwem, która objawiła się ustawą o równych szansach społecznych, uchwaloną 20 sierpnia 1964 roku. Ustawa przewidywała budżet w wysokości 948 milionów dolarów, przeznaczony na dziesięciopunktowy program rozwoju, zawierający m.in. dotacje dla utrzymania cen zbóż i bawełny, dla rozwoju środków komunikacji publicznej, dla wprowadzenia kuponów żywnościowych dla najbiedniejszych i dla szkolenia zawodowego młodzieży.

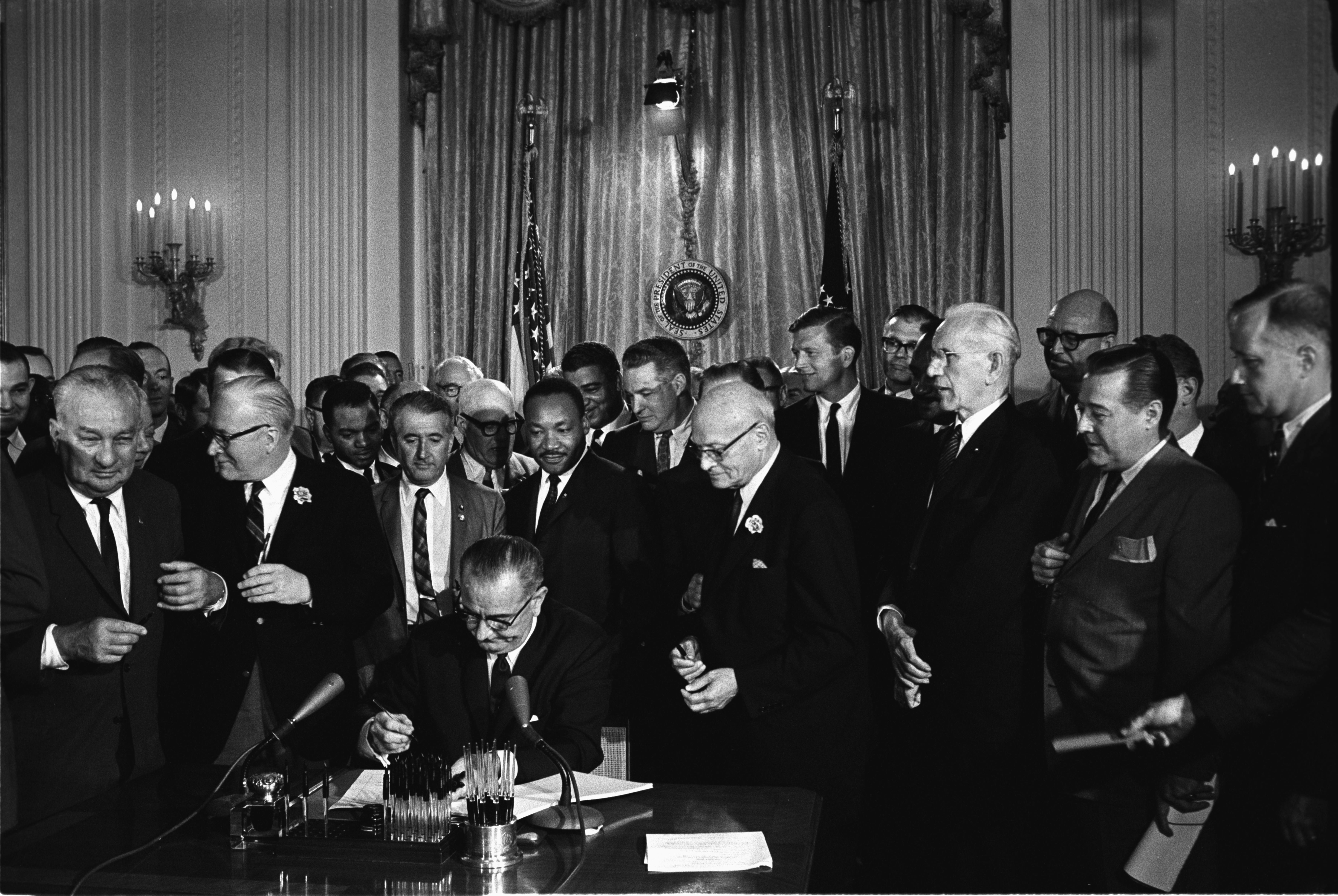
Podpisanie Civil Rights Act, 1964

W zakresie polityki zagranicznej, odmówił zwrotu Kubie bazy Guantanamo. Gdy tamtejsze władze odcięły dostawy wody, Johnson nakazał wybudowanie własnych stacji pomp i zabronił robotnikom kubańskim wydawać pieniądze poza bazą. W 1964 roku prezydent Panamy Roberto Chiari zażądał od władz USA zmiany układu o kontroli Kanału Panamskiego. Johnson zgodził się, by stopniowo przekazywać Panamie kontrolę nad Kanałem, jednak porozumienie podpisała dopiero administracja Jimmy’ego Cartera w 1978 roku.
W 1964 roku odbyły się wybory prezydenckie, w których Johnson pragnął zdobyć mandat poparcia od suwerena, a nie w wyniku sukcesji. Na sierpniowej konwencji demokratów w Atlantic City uzyskał nominację w pierwszym głosowaniu. Kandydatem na wiceprezydenta został Hubert Humphrey. Partia Republikańska desygnowała Barry’ego Goldwatera i Williama Millera. Dzięki programowi społecznemu i reformom w zakresie polityki wewnętrznej, Johnson uzyskał niespełna 43 miliony głosów powszechnych wobec 27 milionów dla Goldwatera. Stanowiło to największy odsetek głosów (61%) w historii wyborów w Stanach Zjednoczonych. W Kolegium Elektorów kandydat demokratów uzyskał 486 głosów, wobec 44 głosów dla republikanina. Dodatkowo Partia Demokratyczna zwiększyła swoją reprezentację liczebną w obu izbach Kongresu, co prezydent uznał za wyraźny mandat społeczny do realizowania swojego programu.
Równolegle z kampanią wyborczą miał miejsce incydent w Zatoce Tonkińskiej. 2 i 4 sierpnia Centralna Agencja Wywiadowcza i Pentagon sprowokowały kutry torpedowe Demokratycznej Republiki Wietnamu, by zaatakowały amerykańskie niszczyciele. Administracja rządowa przedstawiła kongresmenom i opinii publicznej ten fakt jako agresję na Stany Zjednoczone, co wzbudziło nastroje wojenne i zaowocowało uchwaleniem Rezolucji Tonkińskiej 7 sierpnia. Zakładała ona możliwość odparcia każdego ataku na USA i zapobieżeniu dalszej agresji.

### Druga kadencja
Obejmując „własną” kadencję prezydencką utworzył nowe ministerstwo – Departament Mieszkalnictwa i Rozwoju Miast, na którego czele stanął Robert Weaver, pierwszy Afroamerykanin w gabinecie Stanów Zjednoczonych. Drugim nowo powołanym ministerstwem był Departament Transportu. Prezydent powołał także pierwszego czarnoskórego Amerykanina do Sądu Najwyższego – Thurgooda Marshalla.
Świeżo po wyborach skupił się na kontynuowaniu reform w zakresie polityki wewnętrznej. Na samym początku 1965 roku zaapelował do Kongresu by uchwalił ustawę Medicare, zakładającej opiekę lekarską dla emerytów, inwalidów i osób psychicznie niedorozwiniętych. Złożył także w Kongresie projekt ustawy oświatowej, w którym znalazł się budżet w wysokości miliarda dolarów na stypendia, rozbudowy bibliotek i rozwój szkolnictwa wyższego. Jesienią 1965 roku podpisał także ustawę liberalizującą politykę imigracyjną. Dzięki jego zabiegom Kongres wyasygnował 1,1 miliarda dolarów na rozwój gospodarczy regionu Appalachów. Ponadto prezydent podpisał ustawy o budownictwie mieszkaniowym, zakładającej budowę 240 tysięcy tanich mieszkań i przeznaczającej 3 miliardy dolarów na odrestaurowanie zaniedbanych miast. Przeznaczył także środki dla biednych rodzin, niemogących spłacać czynszu mieszkaniowego.
Najważniejszą sprawą dla gabinetu Johnsona była wojna wietnamska. W lutym 1965 nakazał pilotom bombowców B-52 naloty na teren Wietnamu Północnego, a trzy miesiące później stwierdził, że Stany Zjednoczone nie wycofają się z tego rejonu, ponieważ był zwolennikiem „teorii domina”, według której jeśli komunizm zwycięży w Wietnamie, to może ogarnąć całą Azję Południowo-Wschodnią i Australię. Pod koniec 1965 roku rząd amerykański podjął próbę rokowań pokojowych: wiceprezydent Hubert Humphrey spotkał się z premierem ZSRR Aleksiejem Kosyginem w Nowym Delhi, a ambasador USA przy ONZ Arthur Goldberg – z premierem brytyjskim Haroldem Wilsonem, prezydentem Francji Charles’em de Gaulle’em i papieżem Pawłem VI. W marcu 1967 roku, na wyspie Guam doszło do spotkania Lyndona Johnsona z premierem Wietnamu Południowego Nguyễnem Cao Kỳ i dowódcą wojsk amerykańskich Williamem Westmorelandem. Generał i premier, podobnie jak Pentagon, domagali się od prezydenta kontynuacji wojny. W społeczeństwie amerykańskim rosło zniechęcenie działaniami militarnymi, w trakcie których tylko w 1967 roku zginęło ponad 9500 żołnierzy, i która pochłonęła 25 miliardów dolarów. Pod koniec 1966 roku w USA odbyły się wybory do Kongresu, legislatur stanowych i na gubernatorów. Demokraci ponieśli dotkliwą porażkę, co było wyraźnym sygnałem dla Johnsona, że społeczeństwo jest przeciwne wojnie. W 1968 nasiliły się protesty i demonstracje, tym bardziej po zabójstwach Martina Luthera Kinga (marzec) i Roberta F. Kennedy’ego (czerwiec). Spowodowało to olbrzymią falę niepopularności prezydenta, który coraz wyraźniej zdawał sobie sprawę, że nie może wygrać wojny wietnamskiej. Gdy na przełomie stycznia i lutego 1968 roku doszło w Wietnamie do ofensywy Tết, Johnson został poproszony o powołanie kolejnych rezerwistów, lecz odmówił obawiając się zaostrzenia sytuacji wewnętrznej USA.
W kwietniu 1965 roku na Dominikanie doszło do zamachu stanu, w wyniku którego legalnie wybrany rząd Juana Boscha został obalony przez dyktatora Donalda Cabrala. Cabral był popierany przez Stany Zjednoczone, dlatego gdy wiosną 1968 doszło do rozruchów społecznych, Johnson, obawiając się rewolucji socjalistycznej, wysłał na Dominikanę 25 tysięcy marines.
Gdy 5 czerwca 1967 roku rozpoczęła się wojna sześciodniowa, gabinet Stanów Zjednoczonych poparł Izrael. Następnego dnia Rada Bezpieczeństwa ONZ wezwała strony do zaprzestania walk. 8 czerwca Johnson powołał komisję ds. Bliskiego Wschodu, na czele której stanął sekretarz stanu Dean Rusk. Pomimo zdecydowanie proizraelskiej polityki, po zakończeniu konfliktu, prezydent zapewniał o poszanowaniu niezależności terytorialnej każdego państwa bliskowschodniego. 17 czerwca wygłosił przemówienie, w którym zaproponował zasady, które mogłyby pomóc w rozwiązaniu konfliktu. Deklarował: poszanowanie praw terytorialnych i morskich wszystkich państw, sprawiedliwe rozstrzygnięcie spraw dotyczących uchodźców i ograniczenie zbrojeń. Tego samego dnia premier Związku Radzieckiego Aleksiej Kosygin zażądał na sesji Zgromadzenia Ogólnego ONZ, natychmiastowego wycofania wojsk agresorów i zaprzestanie okupacji krajów arabskich. Ponieważ Stanom Zjednoczonym na tym nie zależało, nie udało się uchwalić propozycji, by Organizacja Narodów Zjednoczonych była mediatorem w konflikcie arabsko-izraelskim. Fiaskiem zakończyły się także spotkania Johnsona i Kosygina 23 i 25 czerwca.

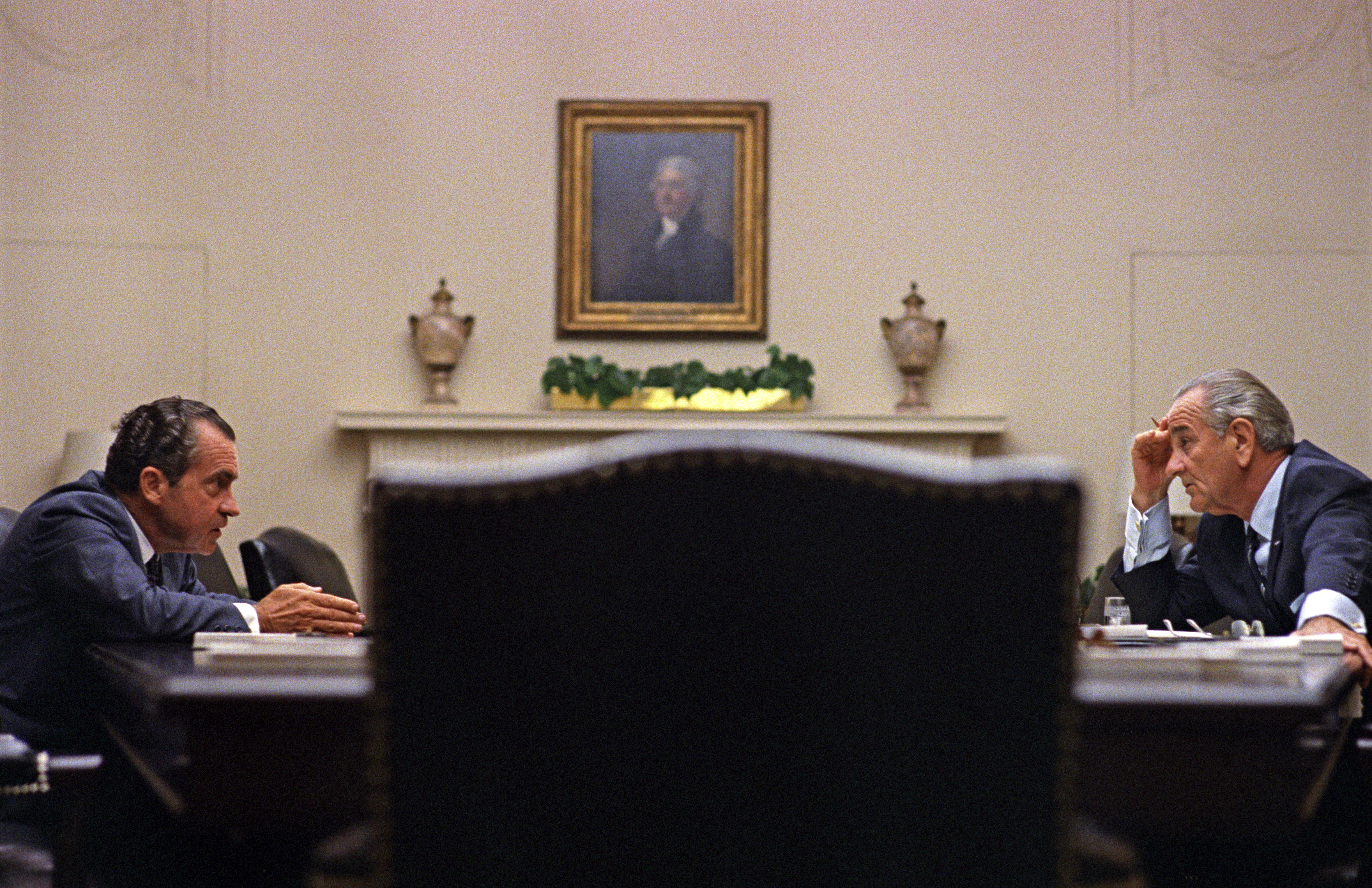
Johnson i Nixon, 1968

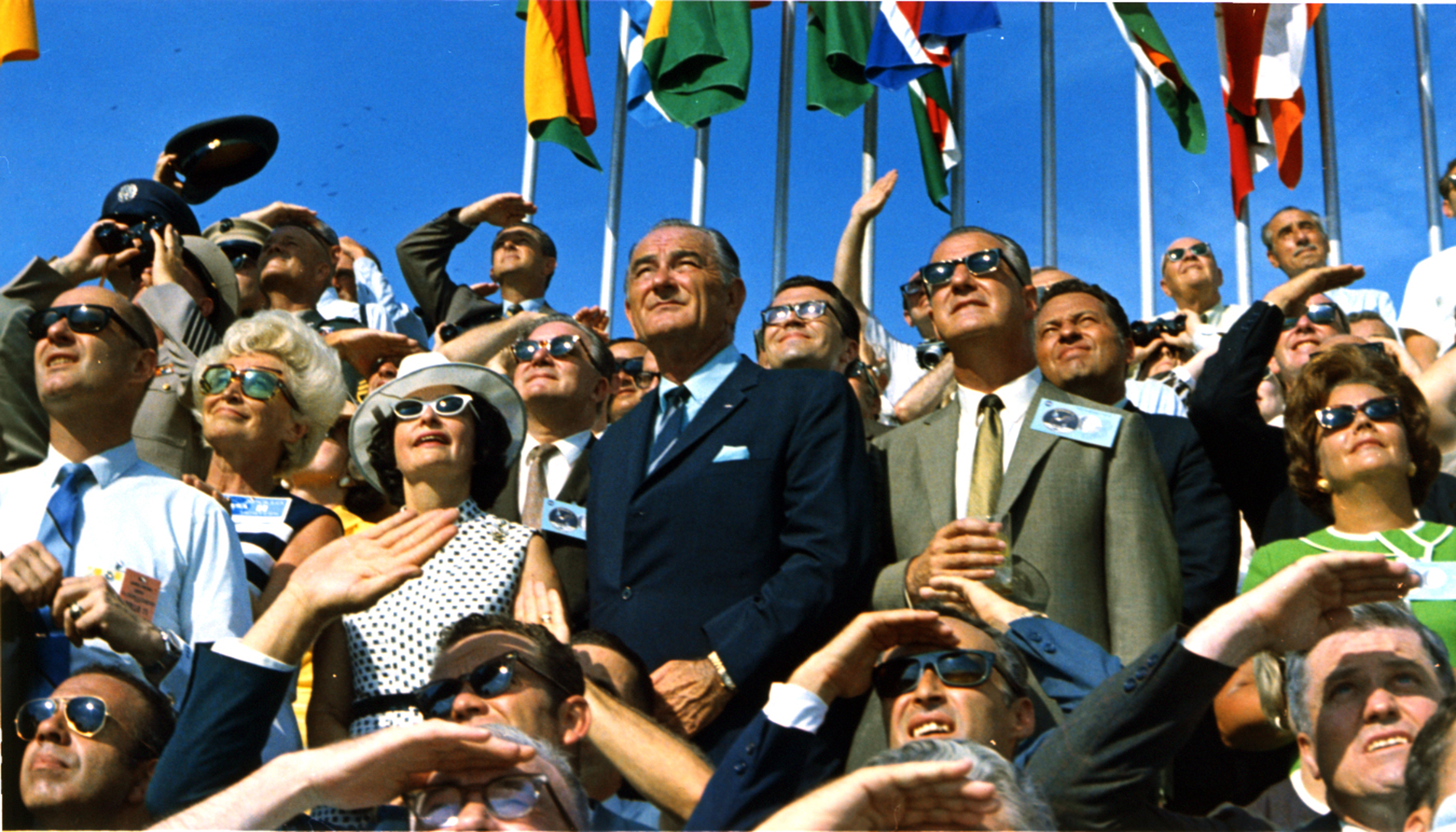
Johnson oglądający start misji Apollo 11

W wypowiedziach publicznych Johnson konsekwentnie zapewniał o możliwości wygrania wojny wietnamskiej. Tymczasem większość sojuszniczych Stanom Zjednoczonym państw była przeciwna interwencji w Azji Południowo-Wschodniej. Dodatkowo, konflikt przyczynił się do drastycznego regresu gospodarczego USA, którego przyczynami były: wysoki poziom inflacji i spadek rezerw złota. By sfinansować wojnę i utrzymać gospodarkę, Johnson zmuszony był podnieść podatki, co skutkowało kolejnymi protestami. W marcu 1968 prezydent ogłosił wstrzymanie bombardowań Wietnamu Północnego i zapowiedział, że nie będzie ubiegał się o reelekcję. W rzeczywistości chciał ponownie kandydować w wyborach prezydenckich, jednak fala niepopularności uświadomiła mu, że nie ma szans na zwycięstwo. Kandydatem demokratów został dotychczasowy wiceprezydent Hubert Humphrey, jednak przegrał on z republikaninem, Richardem Nixonem.

## Emerytura i śmierć
Po opuszczeniu Białego Domu, powrócił na swoje ranczo w Johnson City. Skupił się wówczas na pisaniu pamiętników i utworzeniu biblioteki prezydenckiej, która została otwarta w 1971 roku. Jego stan zdrowia pogorszył się, gdy 8 kwietnia 1972 doznał zawału serca. Zmarł 22 stycznia 1973 w San Antonio.

## Życie prywatne
Lyndon Johnson poślubił Claudię Altę „Lady Bird” Taylor 17 listopada 1934 roku. Para miała dwie córki: Lyndę Bird (ur. 1941) i Luci Baines (ur. 1947).